# قاعدة بيانات الأفلام السويدية
قاعدة الأفلام السويدية (بالسويدية:Svensk Filmdatabas) هو موقع إلكتروني على الشابكة أسسها المعهد السويدي للأفلام. يحتوي الموقع على معلومات حول جميع الأفلام السويدية من عام 1897 وصاعداً، ويحتوي على معلوماتٍ عن الأفلام كان بداية عرضها في السويد. يقدم الموقع أيضاً العديد من السير الشخصية للممثلين، والمخرجين، والمنتجين وغيرهم الذين عملوا في السينما السويدية لسنوات عديدة.
أُنشئ الموقع بدعمٍ من مؤسسة الذكرى المئوية الثالثة للبنك السويدي. وتضم القاعدة معلومات عن 62000 فيلمًا (17000 فيلمًا سويديًّ) ومعلومات عن حوالي 250000 شخص.

## وصلات خارجية
- الموقع الرسمي